# Porúbka (Sobrance)
Porúbka (ungarisch Ördögvágás, 1939–1945 und bis 1907 Ördögporuba) ist eine Gemeinde im äußersten Osten der Slowakei mit 400 Einwohnern (Stand 31. Dezember 2024), die zum Okres Sobrance, einem Kreis des Košický kraj, gehört.

## Geographie
Die Gemeinde befindet sich im Hügelland Podvihorlatská pahorkatina im Ostslowakischen Hügelland im nordöstlichen Teil des Ostslowakischen Tieflands, am Bach Gazdovský potok im Einzugsgebiet des Uh. Das Gemeindegebiet grenzt auf einem kurzen Teilstück an die Ukraine. Das Ortszentrum liegt auf einer Höhe von 170 m n.m. und ist sechseinhalb Kilometer von Sobrance entfernt.
Nachbargemeinden sind Priekopa im Norden und Nordosten, kurz Onokiwzi (UA) im Nordosten, Koromľa im Osten und Südosten, Kolibabovce im Süden und Vojnatina im Westen.

## Geschichte
Porúbka wurde im 14. Jahrhundert nach deutschem Recht gegründet und zum ersten Mal 1411 als Paruba schriftlich erwähnt, weitere historische Bezeichnungen sind unter anderen Pwrupka (1451) und Porubka (1808). Das Dorf war Teil der Herrschaft Großmichel und Tibava. Bis zum 19. Jahrhundert besaß die Familie Sztáray Ortsgüter.
1427 wurden 10 Porta verzeichnet. 1715 gab es sieben Haushalte, 1828 zählte man 41 Häuser und 223 Einwohner, die als Köhler, Viehzüchter und Waldarbeiter tätig waren.
Bis 1918/1919 gehörte der im Komitat Ung liegende Ort zum Königreich Ungarn und kam danach zur Tschechoslowakei beziehungsweise heute Slowakei. In der ersten tschechoslowakischen Republik verblieben die Einwohner bei traditionellen Einnahmequellen. Als Folge des Slowakisch-Ungarischen Kriegs war der Ort von 1939 bis 1944 noch einmal Teil Ungarns. Nach dem Zweiten Weltkrieg wurde 1958 die örtliche Einheitliche landwirtschaftliche Genossenschaft (Abk. JRD) gegründet, ein Teil der Einwohner pendelte zur Arbeit in Industriebetriebe in Snina, Humenné, Michalovce und Košice.

## Bevölkerung
| Jahr                | 1994 | 2004    | 2014    | 2024    |
| ------------------- | ---- | ------- | ------- | ------- |
| Anzahl der Personen | 473  | 460     | 420     | 400     |
| Unterschied         |      | −2,74 % | −8,69 % | −4,76 % |

| Jahr                | 2023 | 2024    |
| ------------------- | ---- | ------- |
| Anzahl der Personen | 409  | 400     |
| Unterschied         |      | −2,20 % |

Nach der Volkszählung 2011 wohnten in Porúbka 436 Einwohner, davon 430 Slowaken, drei Tscheche sowie jeweils ein Russine und Ukrainer. Ein Einwohner machte keine Angabe zur Ethnie.
223 Einwohner bekannten sich zur römisch-katholischen Kirche, 182 Einwohner zur griechisch-katholischen Kirche, sechs Einwohner zur reformierten Kirche und drei Einwohner zur orthodoxen Kirche. Ein Einwohner bekannte sich zu einer anderen Konfession, sieben Einwohner waren konfessionslos und bei 14 Einwohnern wurde die Konfession nicht ermittelt.

## Bauwerke
- römisch-katholische Kirche Maria vom Rosenkranz im neoklassizistischen Stil aus dem Jahr 1897, 1949 erweitert und saniert[7]

## Verkehr
Durch Porúbka führt die Cesta III. triedy 3801 („Straße 3. Ordnung“) von Tibava (Kreuzung mit der Cesta I. triedy 19 („Straße 1. Ordnung“)) und Vojnatina heraus und weiter nach Koromľa und Petrovce. Von ihr zweigt die Cesta III. triedy 3795 Richtung Kolibabovce ab.